# Стабілітрон з прихованою структурою
Стабілітро́н з прихо́ваною структу́рою (англ. buried zener) — інтегральний кремнієвий стабілітрон, у якому, на відміну від звичайних стабілітронів, під PN-переходом створена прихована область (острівець) з високою концентрацією акцепторних домішок. Завдяки тому, що струм пробою такого стабілітрона концентрується не у приповерхневих, а в прихованих шарах, його характеристики стабільні і передбачувані. Прецизійні інтегральні джерела опорної напруги (ДОН) на СПС — найбільш точні і стабільні з усіх вироблених типів таких джерел. Найкращі ДОН на СПС наближаються за сукупністю показників точності до нормального елементу Вестона.

## Внутрішня будова

Поперечний розріз стабілітрона з прихованою структурою. Стрілка — шлях струму пробою стабілітрона. Співвідношення вертикального і горизонтального масштабу і товщин шарів — умовне

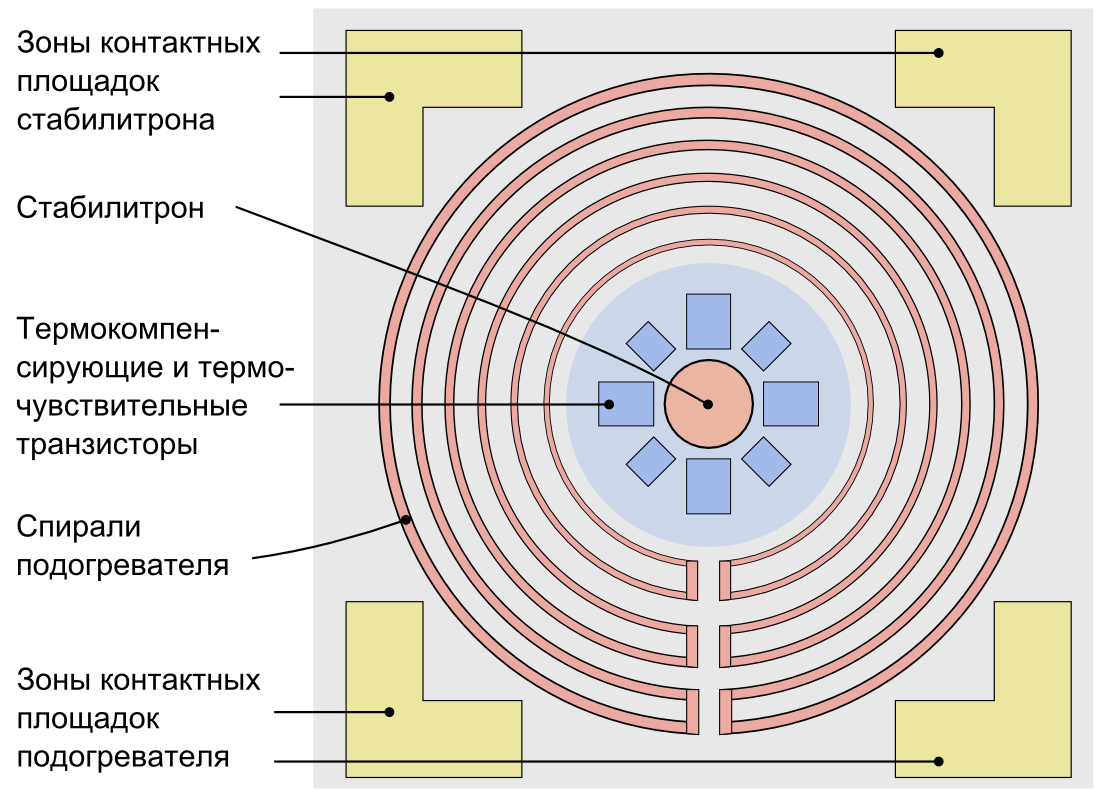
Спрощена топологія прецизійного стабілітрона з прихованою структурою LTZ1000

Звичайні, поверхневі, стабілітрони інтегральних схем будуються на основі типових транзисторних структур. Емітер NPN-транзистора стає катодом стабілітрона, база — анодом. Напруга пробою переходу база-емітер при типових концентраціях носіїв становить 6,2 В ± 10%, а температурний коефіцієнт цієї напруги (ТКН) дорівнює +2,5 мВ / ° C . Якщо послідовно з'єднати такий стабілітрон з прямо зміщеним діодом (таким же переходом база-емітер, включеним в протилежному напрямку), що мають ТКН близько −2,2 мВ / ° C, то ТКН такого термокомпенсованого діода знизиться до величини не більше 0,5 мВ / °C, або 80 ppm / °C. Недоліки поверхневих стабілітронів — високий рівень шуму і високий дрейф напруги — обумовлені тим, що струм стабілітрона зосереджений в приповерхневому шарі кремнію. Але там же зосереджені дефекти кристалічної ґратки і сторонні домішки, які і породжують шум і нестабільність. Для того, щоб уникнути цього, слід загнати струм пробою вглиб кристала (в «приховану структуру»), і не допускати пробою переходу база-емітер в приповерхневому шарі.
В основі СПС лежить звичайна транзисторна структура, виготовлена за біполярною епітаксіальною технологією з ізоляцією р-n-переходом. Спочатку на поверхні монокристалічної пластини з низькою концентрацією акцепторів (р — тип провідності) формуються широкі острівці n+-типу — майбутні приховані шари колекторів біполярних транзисторів. Потім на підкладці вирощується епітаксиальний колекторний шар n — типу провідності і проводиться глибока дифузія р-домішок — ізоляція PN-переходом. На цьому етапі в центрі майбутнього стабілітрона створюється острівець р+-типу провідності. Звичайний ізоляційний шар р+-типу проникає через епітаксиальний шар наскрізь, замикаючись на р — шар підкладки, але під острівцем стабілітрона розташований прихований шар n+-типу, що не дозволяє замкнути прокол.
Потім проводяться стандартні кроки базової і емітерний дифузії і металізації. Базовий шар р — типу стає анодом стабілітрона, емітерний шар n+-типу — його катодом, а безпосередньо під катодом як раніше лежить прихований острівець р+-типу. Таким чином, бічні стінки PN-переходу мають профіль провідності р — n+, а його дно — р+-n+. Напруга пробою р+-n+ переходу істотно нижче, ніж напруга пробою р — n+-переходу, тому весь струм пробою стабілітрона зосереджується на його дні, а приповерхневі ділянки переходу анод-катод, неминуче забруднені сторонніми домішками та неоднорідностями, струм не проводять. Саме тому, через переміщення зони пробою вглиб кристала, стабілітрон з прихованою структурою стабільний, передбачуваний, і менше шумить, ніж стабілітрон звичайний.

## Приклад використання
Інтегральна мікросхема прецизійного джерела опорної напруги LTZ1000 компанії Analog Devices на стабілітроні з прихованим шаром має характерну концентричну топологію. У центрі кристала розташований стабілітрон, безпосередньо до нього примикають транзистори — датчики температури, а навколо них «покладена» спіраль підігрівача, також виконана по планарній технології. При такій конфігурації градієнт температури кристала спрямований від спіралі до зовнішнього краю, а всередині спіралі, де і розміщений стабілітрон, підтримується практично однорідна температура. Таким чином, стабілітрон захищений від термічних «перекосів», що збільшують нестабільність опорної напруги.